# Universitäts Judo- und Kampfsportclub Potsdam
Der UJKC Potsdam (Universitäts Judo- und Kampfsportclub Potsdam) ist ein Judoverein aus Potsdam, der neben Judo auch Aikido anbietet. Er ging aus dem USV Potsdam hervor. Die Farben des Vereins sind schwarz und weiß.

## Geschichte
Der UJKC ist 1994 aus dem Universitätssportverein Potsdam entstanden. Sein Ursprung liegt jedoch viel früher, in der Hochschulsportgemeinschaft der Pädagogischen Hochschule (HSG PH), dessen jahrelanger Leiter Dr. Erhard Buchholz war. Er war bis 1987 maßgeblich für die Gestaltung und Entwicklung des Judosports in Potsdam verantwortlich. Der ehemalige Präsident des Deutschen Judo-Verbandes der DDR und des Deutschen Judo-Bundes gehörte zu den Mitbegründern des Vereins.
1987 wurde die Verantwortung des damaligen Trainings- und Leistungszentrums an Axel Kirchner übertragen, der es bis 2023 als Cheftrainer leitete. In dieser Zeit entstand ein leistungsstarker, finanziell auf eigenen Füßen stehender Verein, der seinen Sportlern die Möglichkeit gibt, sich ihren Fähigkeiten entsprechend im Sinne des Judosportes und ihrer eigenen Persönlichkeit zu entwickeln.

## Erfolgreichste Athletinnen/Athleten
Die erfolgreichste Sportlerin, die der UJKC Potsdam hervorbrachte, ist Yvonne Bönisch mit ihrem Olympiasieg 2004. Zusätzlich hat sie noch zwei Vizeweltmeister- (2003, 2005) sowie zwei Vizeeuropameistertitel (2002, 2007) erreicht. Von 2013 bis 2017 leitete sie die Geschicke im Verein als Cheftrainerin. Bis 2020 war sie als Trainerin der israelischen Frauennationalmannschaft tätig. Aktuell ist Bönisch Cheftrainerin, für Männer und Frauen, in Österreich.
Weitere:
| Sportler/in            | Erfolg |
| ---------------------- | --- |
| Marvin Belz            | Bronze U23-EM (2022) |
| Tabea Nika Mecklenburg | Bronze U18-EM (2022) |
| Yvo Witassek           | Bronze U21-WM (2021) |
| Erik Abramov           | Teilnahme Olympische Spiele 2024, diverse Medaillen IJF-World-Tour, Silber U21-EM (2018 und 2019) und U21-WM (2019), Bronze U21-WM (2018) |
| Dena Pohl              | Bronze U21-EM (2017 und 2019) |
| Marlene Galandi        | Bronze U21-EM (2018) und U21-WM (2019), Gold U18-EM und U18-WM (2017)                                                                     |
| Philipp Galandi        | Bronze U23-EM (2016) und U21-EM (2014) |
| Lena Grulich           | Bronze U18-EM (2015) |
| Martin Setz            | 5. Platz Grand Slam Tokyo (2022), Bronze U21-EM (2014)                                                                                    |
| Claudia Ahrens         | Deutsche Meisterin (2014), Silber und Bronze U23-EM (2008 und 2007)                                                                       |
| Robert Zimmermann *    | 2× Deutscher Meister, Gold Grand Slam Moskau (2013)                                                                                       |
| Paul Elm               | Bronze U17-EM (2010) |
| Mario Schendel         | Deutscher Meister (2008), Bronze Grand Slam Paris(2009)                                                                                   |
| Robert Kopiske         | 6× Deutscher Meister (davon 3 im Seniorenbereich), Bronze U20-EM (2008)                                                                   |
| Julia Basler           | Bronze U23-EM (2006) |
| Lisa Elm               | Bronze U17-EM (2005) |
| Franziska Pufahl       | Bronze U17-EM (2002) |

*nur die Erfolge während seiner Vereinszugehörigkeit beim UJKC sind gelistet

## Mannschaften

### Männer

#### 1. Bundesliga
Die 1. Mannschaft des UJKC feierte 2003 erstmals den Aufstieg in die höchste deutsche Kampfklasse, der 1. Deutschen Judo-Bundesliga. Dies gelang ausschließlich durch Sportler, die im eigenen Verein Judo erlernt hatten, wie Silvio Paul, Karsten Kaletta oder Rene und Mario Schendel.
Seitdem konnte sich das Team in der Liga etablieren und kämpft dort seit 2004 ununterbrochen. Die größten Erfolge des Teams stellen dabei die 3. Plätze aus den Jahren 2007, 2011 und 2012 dar. Im Jahr 2013 scheiterte die Mannschaft im Viertelfinal-Play-off am JC Leipzig nur aufgrund der schlechteren Unterbewertung mit 13:13 (77:90), nachdem sie in der Vorrunde den 2. Platz in der Nordstaffel belegten. Die Saison 2014 war durch einen Umbruch und verletzungsbedingte Ausfälle geprägt. So musste man Igor Wandtke (-73 kg) an den TSV München Großhadern abgeben und Schwergewicht Robert Zimmermann kam, aufgrund einer langwierigen Knieverletzung, zu keinem Einsatz in der Bundesliga. Die Mannschaft erreichte Platz 5 in der Vorrunde, setzte sich in der Relegation gegen den JC 66 Bottrop durch und sicherte somit den Klassenerhalt. 2015 wechselte der Teamkapitän Robert Zimmermann zwar zum Ligakonkurrenten Hamburger JT, dennoch konnte sich die Mannschaft vom Abstiegskampf distanzieren und wurde in der Vorrunde Dritter. In den Play-off-Kämpfen scheiterte das Team dann äußerst knapp mit 15:13 am späteren Meister TSV München Großhadern. Auch in der Bundesligasaison 2016 scheiterte die Mannschaft wieder im Viertelfinale am TSV München Großhadern, nachdem die Vorrunde auf Platz 2 abgeschlossen wurde.
Seit 2012 ist die MBS Arena Austragungsstätte der Heimkämpfe. Dort ist auch das Leistungszentrum des UJKC integriert.

#### Regionalliga
Von 2006 bis 2017 kämpfte die 2. Mannschaft unter der Leitung von Oliver und Robin Els in der Regionalliga Nord-Ost. Größte Erfolge waren dabei die Staffelsiege 2013, 2014 und 2016. Vor der Saison 2017 entschieden sich die Verantwortlichen aufgrund von Ligaumstrukturierungen die Mannschaft abzumelden.

### Frauen
Die Frauenmannschaft stieg 1997 erstmals in die Erste Judo-Bundesliga auf. In der Folge steigerte man sich nach und nach und nahm 2001 erstmals an der Finalrunde teil. Im Jahr 2002 belegten sie den 3. und 2003 schließlich den 2. Platz. In den folgenden Jahren dominierte die Mannschaft um Yvonne Bönisch, Antje Lehmann, Toni Becker, Claudia Mahlzahn, Heide Wollert u. a. die Liga und war stets an der Titelvergabe beteiligt. So gewann man 2005 erstmals die Deutsche Meisterschaft. Dieser Erfolg wiederholte sich in den Jahren 2007 und 2008. 2006 wurde man wiederum Vizemeister.
Einen besonderen Höhepunkt stellte der 2. Platz bei den Europameisterschaften der Mannschaften 2006 vor heimischem Publikum in der Sporthalle an der Heinrich-Mann-Allee dar.
Auch 2009 und 2010 kämpfte man wieder um den Meistertitel, gewann dabei Silber nach einem Finale, welches erst in der Verlängerung mit 5:4 zugunsten der PSG Dynamo Brandenburg endete und Bronze.
Danach entschieden sich die Beteiligten für eine Auflösung der Mannschaft. Dies geschah aufgrund der wenigen nachrückenden Talente aus dem eigenen Verein.

### Nachwuchs
Die Frauenmannschaft der U17 konnte 2001 zuletzt den Titel des Deutschen Mannschaftsmeisters gewinnen. Im Jahr 2015 gewannen die Männer der U18 Silber und die Frauen Bronze.
Beim 2015 vom DJB erstmals ausgetragenen Deutschen Jugendpokal der Altersklasse U16 konnten die Jungs des UJKCs den 1. Platz und die Mädchen den 3. Platz erkämpfen. In der Altersklasse U14 konnte die Mannschaft der Jungs den 2. Platz erkämpfen.